# Cakaulevu Reef

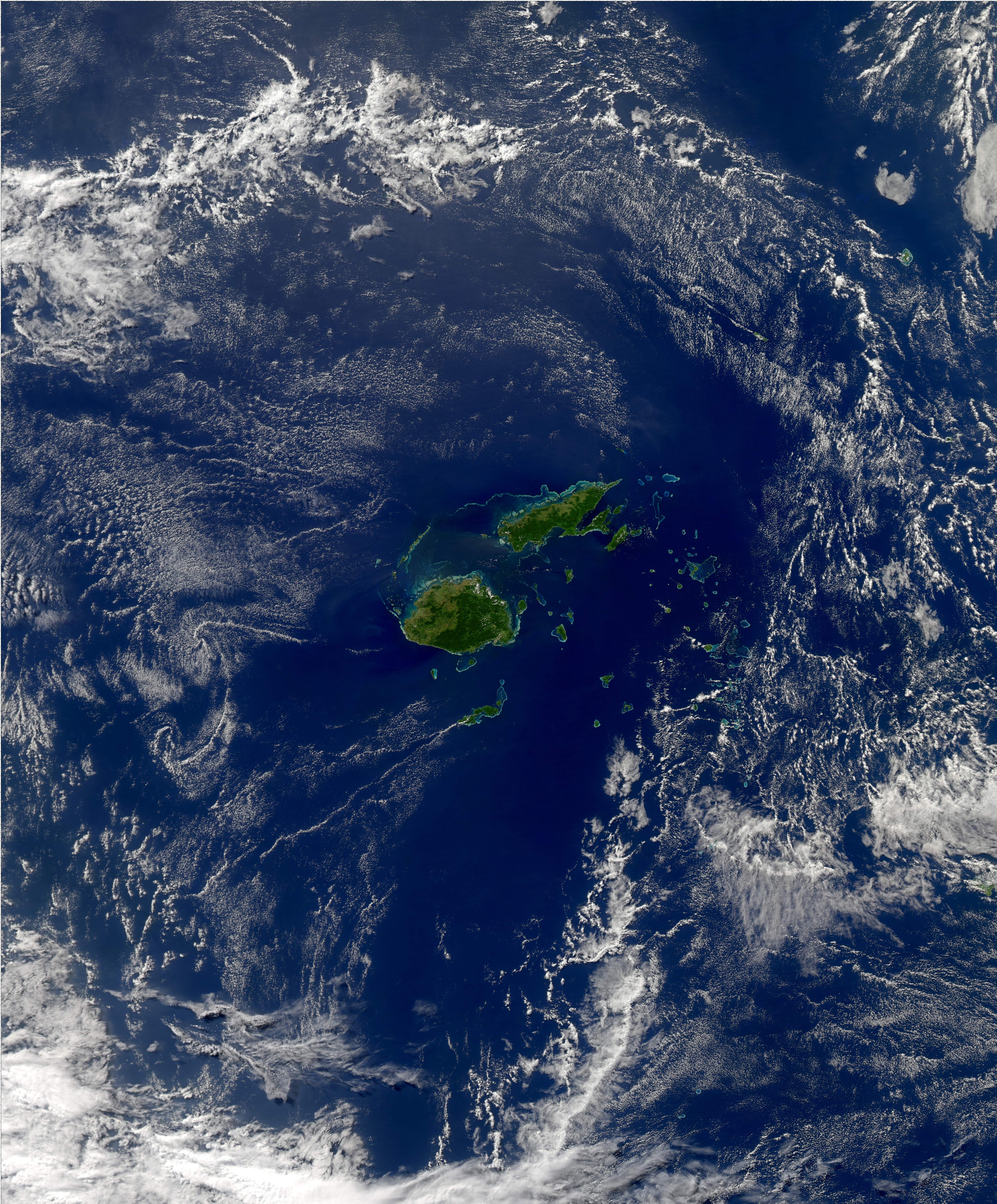
Das Cakaulevu Reef

Cakaulevu Reef (auch als Great Sea Reef bekannt) ist ein Korallenriff vor den Fidschi-Inseln am Nordufer von Vanua Levu.

## Beschreibung
Das Cakaulevu Reef ist das drittlängste Korallenriff der Welt nach dem Great Barrier Reef in Australien und dem Belize Barrier Reef vor Mittelamerika. Zusammen mit dem nahe gelegenen Pascoe Reef ist das Cakaulevu Reef etwa 200 Kilometer lang. Das Cakaulevu Reef umfasst alleine 202.700 Quadratkilometer.
Die erste systematische Studie des Riffs im Jahr 2004 offenbarte eine vielfältige Unterwasserfauna, einschließlich einzigartiger Mangrovenökosysteme und endemischer Fische. Zwölf bedrohte Arten leben im Riff: zehn Fischarten, die Oliv-Bastardschildkröte und der Ostpazifische Delfin.
Die Meeresfauna ernährt traditionsgemäß die einheimische Bevölkerung und aktuell sind rund 70.000 Menschen von dem Riff abhängig. Nachdem die Fischbestände in den letzten Jahrzehnten stark zurückgingen, wiesen lokale Autoritäten im Jahr 2005 eine Reihe von Meeresschutzgebieten aus, in denen die Fischerei verboten ist. Dies ermöglichten es den Autoritäten die jahrhundertealten, traditionellen Bräuche, (Teile des Qoliqoli-Bill-Gesetzes) außer Kraft zu setzen, um traditionelle Fischgründe mit einem Bann zu belegen. Dort wo Verbote verhängt wurden, haben sich die Fischbestände mittlerweile leicht erholt und breiten sich auch wieder auf Gebiete aus, in denen die Fischerei erlaubt ist.
Ein Teil des Korallenriffes wurde am 16. Januar 2018 als Ramsar-Gebiet ausgewiesen.